# 1989年バレーボール女子南米選手権
1989年バレーボール女子南米選手権（1989 Women's South American Volleyball Championship）は、1989年にブラジルのクリチバで開催された、南米バレーボール連盟主催の第18回バレーボール南米選手権女子大会。
出場国は6カ国。ペルーが4大会連続11回目の優勝を飾った。

## 最終結果
| 順位 | 国           |
| ---- | ------------ |
| 1    | ペルー       |
| 2    | ブラジル     |
| 3    | アルゼンチン |
| 4    | ベネズエラ   |
| 5    | パラグアイ   |
| 6    | ウルグアイ   |